# Elliot Peak
Elliot Peak är en bergstopp i Antarktis. Den ligger i Östantarktis. Nya Zeeland gör anspråk på området. Toppen på Elliot Peak är 2 907 meter över havet.
Terrängen runt Elliot Peak är huvudsakligen kuperad, men österut är den bergig. Trakten är obefolkad. Det finns inga samhällen i närheten.